# نانی سوارس
نانی سوارس (انگلیسی: Nani Soares؛ زادهٔ ۱۷ سپتامبر ۱۹۹۱) بازیکن فوتبال اهل گینه بیسائو است.
از باشگاه‌هایی که در آن بازی کرده‌است می‌توان به باشگاه ورزشی تروفنس و باشگاه فوتبال ناوال اشاره کرد.
وی همچنین در تیم ملی فوتبال بزرگسالان گینه بیسائو بازی کرده‌است.